# 鄭鐵如

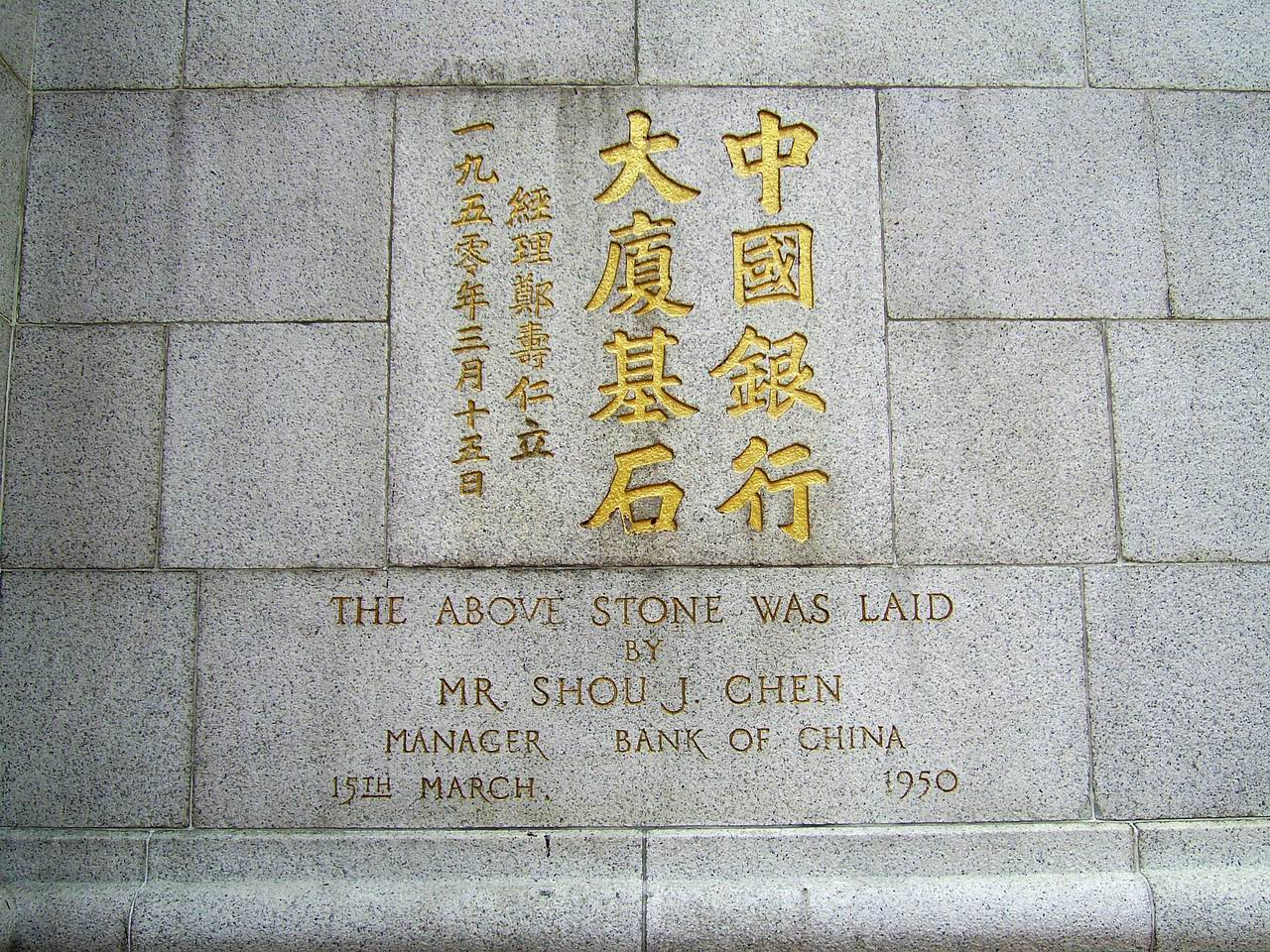
舊中銀大廈，由鄭壽仁主禮奠基

鄭鐵如，字壽仁，（1887年—1973年）是中國银行家。

## 生平
广东省潮陽县（現廣東省汕頭市潮南區）人，上海巨商潮州人郑星房（经营东北粮油、南方蔗糖生意，在营口开设有仁裕号）之孙，曾就读于蘇州東吳大學，后于美國俄亥俄州立大學商科畢業，1915年後就读賓州大學商學研究院硕士。1917年留學回國，曾任北京大學講師及教授等。1922年後，创建中國銀行汕頭、漢口等分行。1950年後轉任中國銀行香港分行經理，在國共內戰後期，时任香港分行行长、总经理、中国国货公司董事长的鄭鐵如宣布中國銀行香港分行接受当时由中华人民共和国政府所掌握的北京总管理处领导。
1966年後，鄭鐵如任中國銀行董事會常務董事、華僑事務委員會委員、香港中國國貨公司董事長。是第一至三屆全國人大代表等。
鄭鐵如曾經家住香港藍塘道。在香港日治時期，鄭鐵如給日軍抓獲，鄭鐵如堅拒日軍授予的職位。